# Jelena Sjevtjenko
Jelena Sjevtjenko (ryska: Елена Николаевна Шевченко), född den 7 oktober 1971 i Moskva, Ryssland, är en sovjetisk gymnast.
Hon tog OS-guld i lagmångkampen i samband med de olympiska gymnastiktävlingarna 1988 i Seoul.